# Meroloba antiqua
Meroloba antiqua är en skalbaggsart som beskrevs av Hippolyte Louis Gory och Achille Rémy Percheron 1833. Meroloba antiqua ingår i släktet Meroloba och familjen Cetoniidae. Inga underarter finns listade i Catalogue of Life.